# Ailurops melanotis
Il cusco orsino delle Talaud (Ailurops melanotis Thomas, 1898) è un marsupiale arboricolo della famiglia dei Falangeridi. Noto già da tempo, ma classificato come una forma del cusco orsino di Sulawesi (A. ursinus), è stato riconosciuto come specie a parte solo recentemente, dopo che gli studiosi hanno effettuato una nuova analisi dell'olotipo e scattato una fotografia in natura che rivela distinte differenze nelle dimensioni e nella colorazione del mantello.

## Descrizione
Il cusco orsino delle Talaud ha una lunghezza testa-corpo di circa 60 cm e pesa circa 10 kg. Il corpo tozzo e tarchiato è ricoperto da un folto manto lanoso color grigio cenere. I grandi occhi verde oliva circondati da un anello giallo, le orecchie minuscole e la lunga coda prensile gli conferiscono un aspetto molto simile a una scimmia. La parte terminale della coda, priva di pelo, è ricoperta da una pelle squamosa.

## Biologia
Conosciamo ben poco riguardo l'ecologia di questa specie. Generalmente la dieta dei cuschi orsini è costituita da foglie, semi e frutta. Tuttavia, la loro dentatura non specializzata consente anche il consumo occasionale di piccoli vertebrati e uova di uccello.
I cuschi trascorrono la maggior parte del tempo sugli alberi, ma talvolta scendono al suolo. Sono animali notturni, e trascorrono la giornata riposando nelle cavità degli alberi. Si muovono lentamente e quando sono allarmati emettono un penetrante odore muschiato.

## Distribuzione e habitat
Il cusco orsino delle Talaud è presente unicamente sulle isole indonesiane di Sangihe (l'isola più grande dell'arcipelago omonimo, 700 km²) e Salibabu (una delle isole Talaud, meno di 100 km²). Tuttavia, si ritiene che la popolazione presente a Sangihe, nota unicamente a partire da un esemplare fotografato recentemente, sia costituita da cuschi orsini di Sulawesi (A. ursinus), loro parenti più diffusi, dal momento che Sangihe è separata dalle Talaud da un profondo braccio di mare ed è molto più vicina a Sulawesi.

## Conservazione
Il cusco orsino delle Talaud è uno dei mammiferi più rari del mondo. Alla fine degli anni '90 degli studiosi visitarono sia Sangihe che Salibabu, ma non riuscirono ad avvistare neanche un esemplare in natura. Riuscirono solamente a trovare un individuo in cattività a Sangihe. Bisogna tuttavia affermare che il soggiorno a Salibabu durò solamente pochi giorni. La specie, classificata dalla IUCN tra le specie in pericolo critico (Critically Endangered) è minacciata dalla caccia e dalla deforestazione: la copertura vegetale su Sangihe, ormai, ricopre solamente 8 km².